# Житловий будинок (Овдіївська вулиця, Ніжин)
Житловий будинок — пам'ятка архітектури місцевого значення у Ніжинs на вулиці Овдіївській. Наразі тут розміщується адміністративна установа.

## Історія
Спочатку було внесено до «списку нововиявлених пам'яток архітектури» під назвою «Житловий будинок».
Наказом Міністерства культури і туризму від 21.12.2012 № 1566 надано статус «пам'ятник архітектури місцевого значення» з охоронним № 10042-Чр під назвою «Житловий будинок». Встановлено інформаційну дошку.

## Опис
Будинок збудований наприкінці XVIII століття.
Двоповерховий, кам'яний, оштукатурений, прямокутний у плані будинок, з чотирисхилим дахом. Фасад розчленовують пілястрами (другого поверху рустовані), оперізує міжповерховий карниз (тяга), завершується карнизом із сухариками. Вхід до вулиці, орієнтований північ. Отвори входу та вікна над ним (другого поверху) арочні. Над вхідними дверима фрамуга. Вікна чотирикутні, вікна першого поверху лучкові. Бічні пари пілястр завершуються пінклями (баштами) між якими аттики.